# Phyllachora rubefaciens
Phyllachora rubefaciens är en svampart som beskrevs av Rehm 1900. Phyllachora rubefaciens ingår i släktet Phyllachora och familjen Phyllachoraceae.   Inga underarter finns listade i Catalogue of Life.